# Clarence Campbell

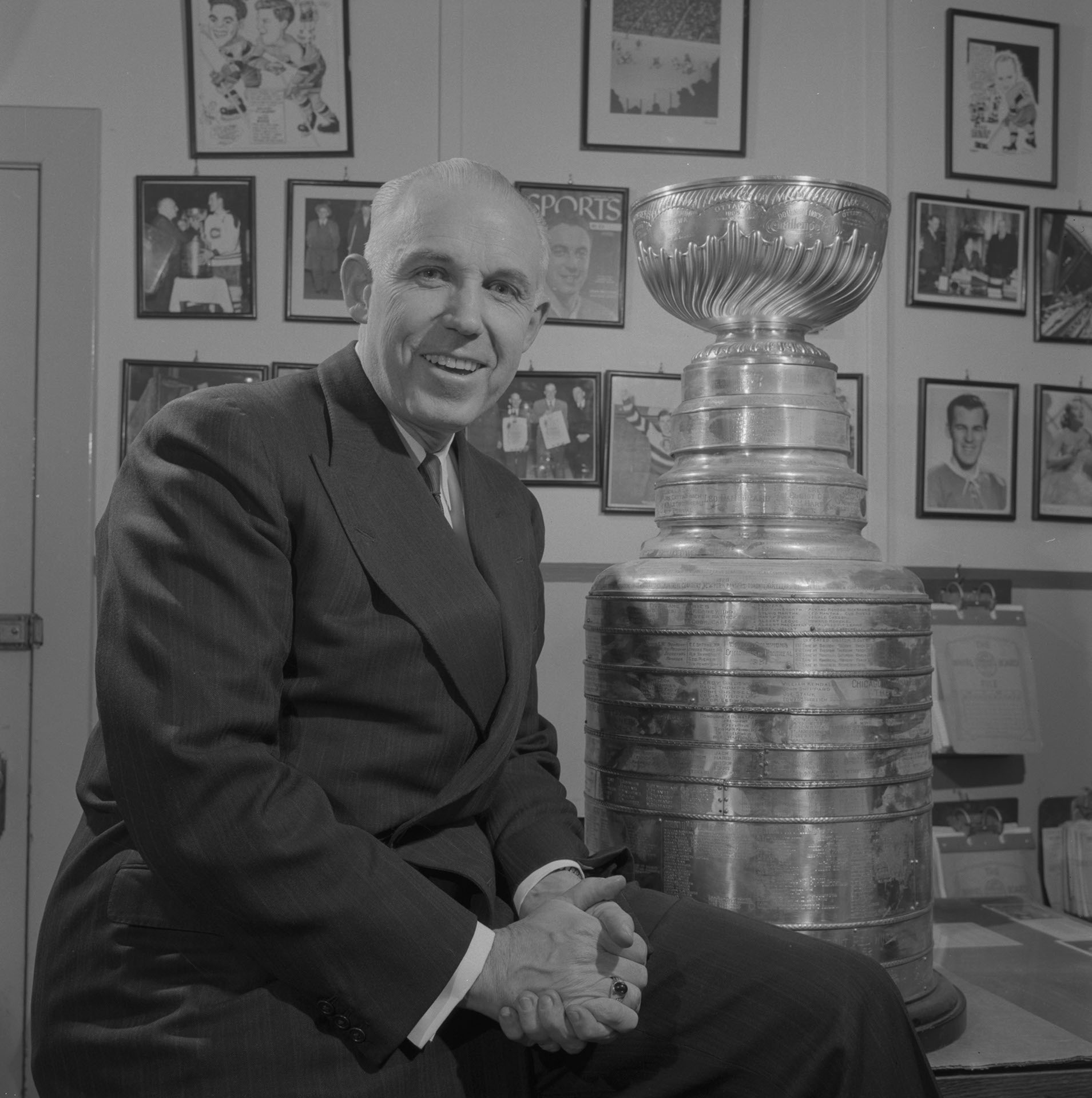
Clarence Campbell med Stanley Cup-bucklan 1957.

Clarence Sutherland Campbell, född 9 juli 1905 i Fleming, Saskatchewan, död 24 juni 1984 i Montreal, Quebec, var president för den nordamerikanska ishockeyligan NHL från 1946 till 1977. Han valdes in i Hockey Hall of Fame 1966.

## Biografi
Clarence Campbell tog examen från University of Alberta i Kanada och studerade senare även på Oxford University i England där han spelade ishockey för Oxford University Ice Hockey Club. Från säsongen 1933–34 till 1938–39 var han domare i NHL.
Efter att ha slutat döma matcher i NHL fick Campbell arbeta bredvid NHL:s president Frank Calder. Andra Världskriget bröt dock ut och Campbell tog värvning i den kanadensiska armén med vilken han tjänstgjorde i Europa. Medan Campbell var i Europa dog Frank Calder och "Red" Dutton utsågs till ny president för ligan. Då Campbell återvände till Kanada 1946 avträdde Dutton som president och Campbell tog över posten.
Campbell var en drivande kraft bakom expansionen av NHL 1967 som såg antalet lag i ligan fördubblas från sex till tolv. De nya lagen som gjorde Montreal Canadiens, Toronto Maple Leafs, Boston Bruins, New York Rangers, Chicago Blackhawks och Detroit Red Wings sällskap var California Seals, Los Angeles Kings, Minnesota North Stars, Pittsburgh Penguins, Philadelphia Flyers och St. Louis Blues. Han var även ligans president då NHL utsattes för konkurrens från proffsligan WHA på 1970-talet.

### Richard-kravallerna
Säsongen 1954–55 stängde Campbell av Montreal Canadiens stjärnspelare Maurice Richard för de tre återstående matcherna i grundserien och hela det efterföljande slutspelet efter det att Richard i en match mot Boston Bruins 13 mars 1955 deltagit i ett våldsamt bråk med Bruins back Hal Laycoe under vilket han även slog linjedomaren Cliff Thompson i ansiktet.
Den 17 mars var Campbell på plats i Canadiens arena Montreal Forum för att se en match mellan Canadiens och Detroit Red Wings. Under hela den första perioden hånades Campbell av uppretade supportrar till Canadiens som såg Campbell som ett exempel på den engelskspråkiga minoritetens förtryck av den fransk-kanadensiska majoritetsbefolkningen i Quebec. Då en tårgasbomb smällde av och kravaller bröt ut var Campbell tvungen att lämna byggnaden. 60 personer arresterades och arenan evakuerades.